# Macaranga monandra
Macaranga monandra är en törelväxtart som beskrevs av Johannes Müller Argoviensis. Macaranga monandra ingår i släktet Macaranga och familjen törelväxter. Inga underarter finns listade i Catalogue of Life.